# Kostel Panny Marie, hvězdy moře (Hvar)
Kostel Panny Marie, hvězdy moře (chorvatsky Crkva Zvijezda mora nebo chorvatsky Crkva Gospe na Fabrici - rozuměj: kostel Panny Marie na nábřeží Fabrika) je římskokatolický kostel z počátku 19. století ve městě Hvaru na ostrově Hvaru v Chorvatsku. Jedná se o chorvatskou kulturní památku číslo Z-5868.

## Historie
Kostel byl postaven nákladem hvarských měšťanů na počátku 19. století. Stylově ale napodobuje místní renesanční a barokní kostely. Stojí na místě staršího kostela svatého Josefa. V letech francouzské nadvlády nad ostrovem (1806-1813) byl kostel používán jako skladiště. Později byl opět vrácen svému původnímu účelu.

## Vnitřní vybavení
V kostele je barokní oltář Panny Marie (chorvatsky Gospe od Utjehe), který pochází z augustiniánslého kláštera ve Hvaru.